# Дуб черепитчатый
Дуб черепитчатый, дуб лавровый (лат. Quercus imbricaria), — листопадное дерево рода Дуб семейства Буковые (Fagaceae).

## Название/Этимология
Древесина данного вида дуба была когда-то важным источником при изготовлении деревянной черепицы, отсюда общее название.

## Ботаническое описание
Листопадное дерево 18-25 м высоты. Кора серовато-коричневая. Веточки зеленовато-коричневого до коричневого цвета, голые или слабо опушенные. Крона коническая, с округлой верхушкой, стройная, позднее все более округлая, густая.
Листья 10-17 см длины и 3-7 см ширины, широколанцетные или узкоэллиптические, иногда продолговато-обратнояйцевидные, с острой, длиннооттянутой верхушкой и клиновидным или оттянутым и узкоклиновидным основанием, цельнокрайние, часто кудревато-волнистые, с несколько завороченным вниз краем, первоначально сверху коротко опушенные красными мелкими волосками, снизу плотно беловойлочные, затем сверху голые, тёмно-зелёные, а снизу тонковойлочные (очень похожи на лист лавра). Осенью листья окрашиваются в золотисто-оранжевые и оранжево-красные цвета. Черешки около 2 см длины.
Цветёт одновременно с распусканием листьев, в мае. Желуди маленькие, длиной 5/8 дюйма (от 10 до 15 мм), от 1/3 до 1/2, покрыты тонкой чашеобразной плюской с обжатыми светло-коричневыми чешуйками, округлой формы с ярко выраженными светлыми полосками. Созревают два года, становятся годными к проращиванию только к октябрю второго года.
Являются важным составляющим в рационе белок и некоторых птиц Северной Америки.

## Ареал/Распространение
Распространён в Северной Америке — от Пенсильвании вдоль Аппалачских гор до Алабамы и Теннесси.
Растет в разнообразных биотопах: от сухих возвышенных хребтов до влажных почв речных долин.

## Экология

### Биологические особенности
Обладает комплексной устойчивостью к возбудителям наиболее распространенных болезней дуба, таких как белая полосатая ядровая стволовая гниль дуба, мучнистая роса, опухолевидный поперечный рак, некрозные заболевания ветвей (черный немоспоровый и клитрисовый некроз).

## Значение и применение

### Хозяйственное значение
Морозостоек до минус 29 °C. В культуре с 1768 года. Является перспективным видом для начала интродукции в 4 климатической зоне России.

### Медицинское применение
Племя индейцев Чероки используют кору дуба черепитчатого при лечении расстройств желудка, дизентерии, язв в ротовой полости, потрескавшейся кожи, а также в качестве антисептического и общеукрепляющего средства.